# Wijnbouw in Spanje

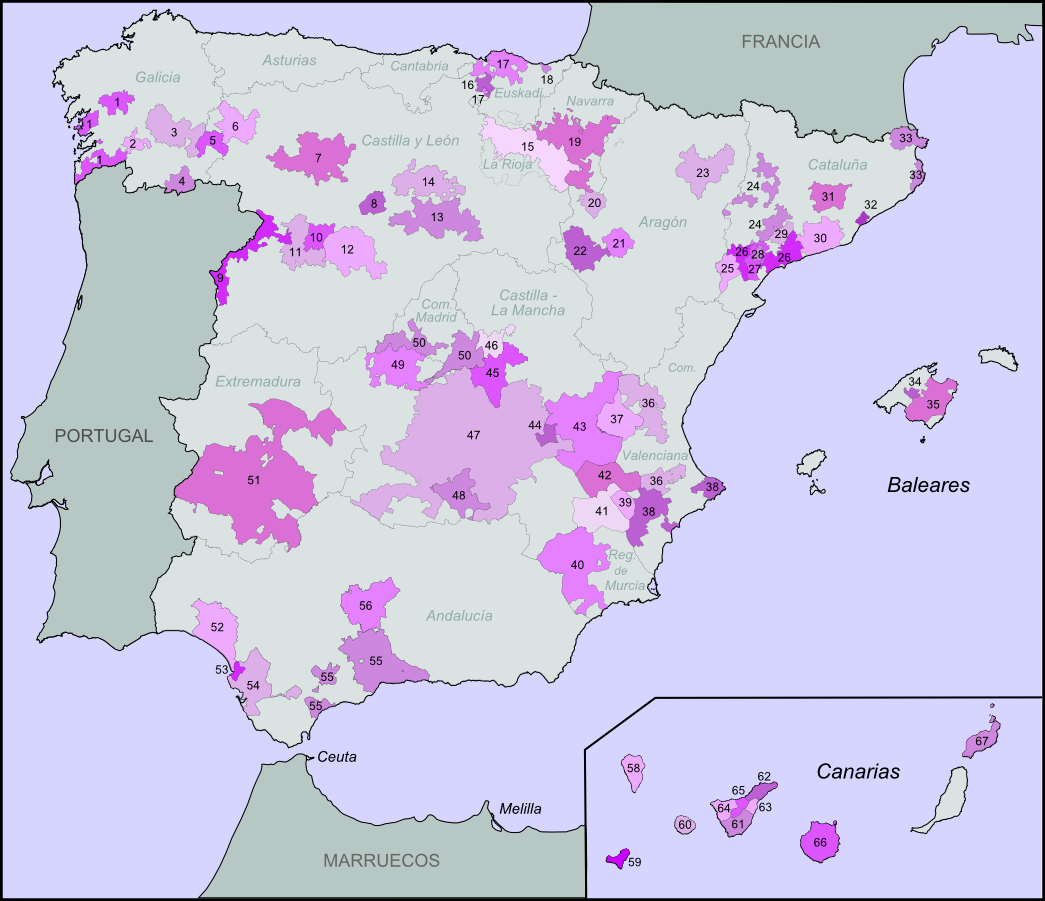
De Spaanse DO-kwaliteitswijnregio’s. Klik op het plaatje voor de legenda.

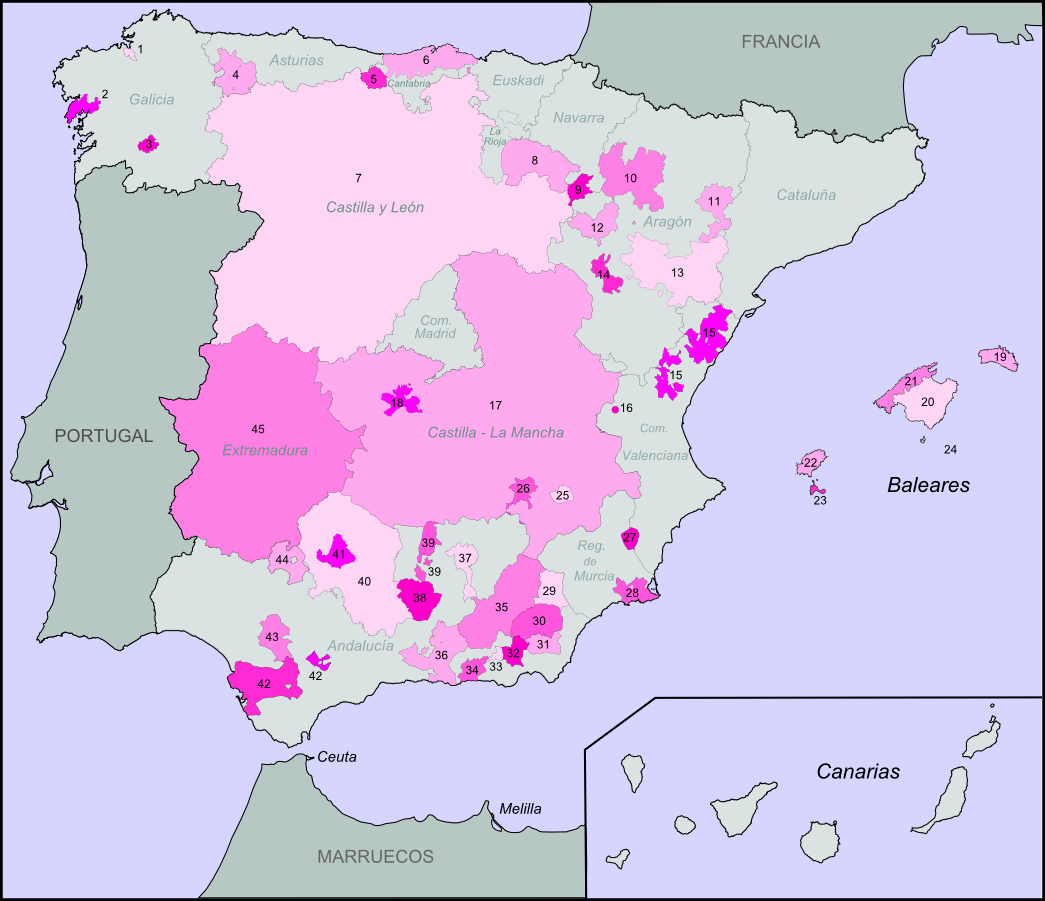
Landwijngebieden: Vino de la Tierra. Klik op het plaatje voor de legenda.

De wijnbouw in Spanje is omvangrijk in diversiteit en volume. Het bebouwde oppervlak met wijnstokken is ongeveer 1 miljoen hectare. Hiermee heeft Spanje mondiaal gezien de meeste wijnbouwgronden. De opbrengst ligt echter relatief laag vanwege de vaak moeilijke geografische en klimatologische omstandigheden. Jaarlijks wordt er gemiddeld 38 miljoen hectoliter wijn gemaakt. (Na Italië en Frankrijk en met respectievelijk 48 en 43 miljoen hl.)
Spanje is lid van de OIV.
Zowel stille rode-, witte-, rosé-wijnen als mousserende wijnen en versterkte wijnen komen ervandaan. De smaken lopen uiteen van zeer droog tot intens zoet.
Wijnbouw is een belangrijke economische factor voor het land. Enkele kenmerkende wijnen die ervandaan komen zijn onder meer Sherry, Rioja en Cava. Ook het wijnrecept Sangria komt uit Spanje.
Spanje heeft verschillende Rutas del Vino, bewegwijzerde toeristische autoroutes in de verschillende wijnbouwgebieden.

## Geschiedenis
Het waren wellicht de Feniciërs – die handeldreven op de Middellandse Zee – zo’n 3000 jaar geleden de wijnstok meenamen naar de zuidkust van het Iberische schiereiland. Van daaruit is de verbouw landinwaarts uitgebreid en stichtten zij de stad Jerez. Op de omringende heuvels van de stad werden de druivenstokken gepland. Rond het begin van het Christendom werd wijn – mede dankzij de commerciële Feniciërs – een belangrijk handelsproduct.
De Romeinen breidden de wijnhandel uit over hun Rijk. Zij brachten technieken in zoals conserveren en aromatiseren met hars en kruiden, en het laten rijpen van de wijn op warme plekken in kleine amfora’s, in de zon, op warme zolders of naast een haard.
Van de 8e tot de 15e eeuw is de wijnbouw in de regio onderdrukt gebleven door de bezetting van de Moren. De druiven werden voornamelijk als tafeldruiven of gedroogd als rozijnen gegeten. Er zouden wel momenten geweest zijn dat gedoogde kloosters nog aan enige wijnbouw deden. Na de voltooiing van de Reconquista van christelijke koninkrijken in 1492, bloeide de wijnbouw weer op.
In de 19e eeuw werd de wijnbouw in Spaanse – hoewel iets minder erg vergeleken met elders in Europa – voor een groot deel verwoest door de druifluis. Vanaf dat moment heeft de moderne wijnbouw zijn intrede gedaan. Naast het enten van wijnstokken op de Amerikaanse onderstam, kwamen nieuwe moderne wijnmakerstechnieken op. In een later stadium werd de Spaanse wijnwetgeving gereorganiseerd. De wijnbouw op de Canarische Eilanden is gevrijwaard gebleven van de druifluisplaag.

## Bodem en klimaat
Spanje kent grote klimatologische en geologische verscheidenheid, met vruchtbare en bijna onvruchtbare bodems. Er zijn droge, hete gebieden in het zuiden en nattere koelere streken in het noorden. Ook zijn er laag- en hoogvlaktes, bergen en hoge heuvelhellingen. Wijnstokken kan men aantreffen in woestijnachtige omgeving, op vulkanische grond of in met sneeuw bedekte landschappen. Juist omdat de wijnstok zich onder uiteenlopende omstandigheden kan handhaven, is het ten opzichte van veel andere gewassen in het voordeel. Een reden dat wijnbouw in Spanje zo omvangrijk is.
Naast het landelijke klimaat kennen de afzonderlijke wijnregio’s hun eigen microklimaat.

## Wetgeving en kwaliteitssysteem
Ter bescherming en informatie van de consument is er een beschermde oorsprongsbenaming om herkomst en kwaliteit van wijn te waarborgen. Met de toetreding tot de Europese Unie is deze wijnwet en regelgeving tot stand gekomen. In het Engels is dit beschreven als Quality Wines Produced in Specified Regions of QWPSR. Deze wijnen hebben een beschermde geografische aanduiding. In het Spaans de VCPRD genoemd, de afkorting van vino de calidad producido en una región determinada. De regelgevende instanties die hier over gaan – de "Consejos Reguladores" – bestaan uit zowel wijnboeren, wijnproducenten als oenologen. Zij leggen vast welke druiven er verbouwd mogen worden, hoe de wijnstokken moeten worden gesnoeid, hoeveel er op een hectare mag worden geproduceerd, het lageren en meer. Ook houden zij zich bezig met in standhouden van oude tradities, onderzoek en nieuwe technologieën.

Binnen de VCPRD kent men de groep “kwaliteitswijn” en een groep “tafelwijn”.
Kwaliteitswijn
Het toegepaste classificatiesysteem omvat 120 wijnregio’s. Twee regio’s – La Rioja en Priorat – hebben de hoogste DOC-status.
De groep kwaliteitswijnen met een beschermde oorsprongsbenaming kan worden onderverdeeld in twee subgroepen. Algemeen geldt dat de wijn van één wijngaard afkomstig is. De "Vinos de Pago".
- 1a. DOC. – formeel DOCa. – Vinos de Denominación de Origen Calificada. Dit is de hoogste kwaliteitstrap in de Spaanse wijnbouw. In april 1991 waren het wijnen uit de Rioja die deze status het eerst toekwamen.

Er kunnen nu ook wijnen naar deze kwaliteitstrap promoveren die de periode daaraan voorafgaand ten minste tien jaar een DO-status hadden.

1b. DO. Vinos de Denominación de Origen. Wijnen met deze status moeten voordat zij deze krijgen, al ten minste vijf jaar aan de hiervoor gestelde kwaliteitseisen voldoen. De oudste DO’s dateren uit 1932
- 2. Vinos de Calidad con Indicación Geográfica. Dit is een aanduiding die wijst op een bepaalde geografische regio waar de wijn vandaan komt.

Tafelwijn,
Ook de kwaliteitstrap tafelwijn kent twee groepen.
- Vinos de la Tierra. Afgekort: VdlT Landwijnen met specifieke lokale eigenschappen zonder de strenge eisen zoals de hierboven genoemde kwaliteitswijnen.
- Vino De Mesa. Tafelwijn. In deze groep worden alle overige wijnen opgenomen. Het zijn doorgaans eenvoudige wijnen. Heel enkele keer kunnen het kwaliteitswijnen zijn in de zin van smaakbeleving,  die echter niet binnen die gestelde eisen van de wet- en regelgeving vallen.

## Wijnbouwregio’s

Galicië

In alle 17 autonome regio’s van Spanje wordt wijn verbouwd. Hieronder de opsomming van de DO-wijngebieden.
- Cava Do komt uit meerdere gebieden, zo’n 80 % uit Catalonië.

De landwijnen – de Vinos de la Tierra of VdlT – zijn eveneens over de meeste autonome regio’s verdeeld. Klik op het kaartje bovenaan deze pagina voor de legenda.
In de noordelijke regio’s

### Galicië
- Rías Baixas DO (of Rías Bajas)
- Ribeiro DO
- Ribeira Sacra DO
- Monterrei DO
- Valdeorras DO

### Castilië en León

Castilië en León

- Bierzo DO
- Tierra de León DO
- Cigales DO
- Arribes DO
- Toro DO
- Tierra del Vino de Zamora DO
- Rueda DO
- Ribera del Duero DO
- Arlanza DO

### La Rioja

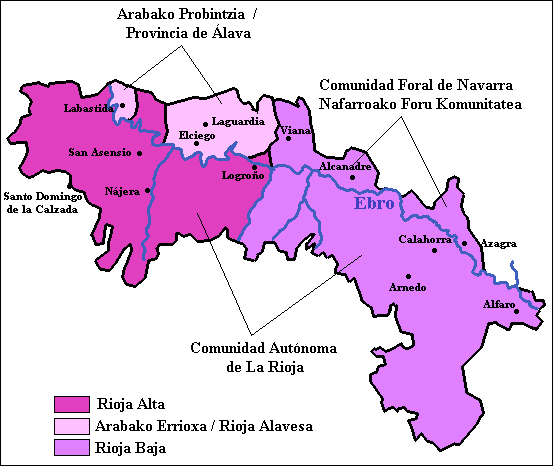
La Rioja

- Rioja DOCa

### Baskenland

Baskenland

- Txacoli de Álava - Arabako Txakolina DO (Chacolí de Álava)
- Txakoli de Bizkaia - Bizkaiko Txakolina DO (Chacolí de Vizcaya)
- Txakoli de Getaria - Getariako Txakolina DO (Chacolí de Guetaria)

### Navarra

Navarra

- Navarra DO

### Aragón

Aragón

- Campo de Borja DO
- Cariñena DO
- Calatayud DO
- Somontano DO

### Catalonië
- Costers del Segre DO
- Terra Alta DO
- Tarragona DO
- Montsant DO
- Priorat DOCa (Priorato)
- Conca de Barberà DO
- Penedès DO
- Pla de Bages DO
- Alella DO
- Empordà DO (Ampurdán)

Catalonië

- Algemeen: Catalunya DO. Onder andere Sangre de toro.

De noordelijke kustprovincies  Asturië en Cantabrië produceren alleen tafelwijn of landwijnen “VdlT”.
In de middelste strook van het land

### Extremadura

Extremadura

- Ribera del Guadiana DO

### Madrid

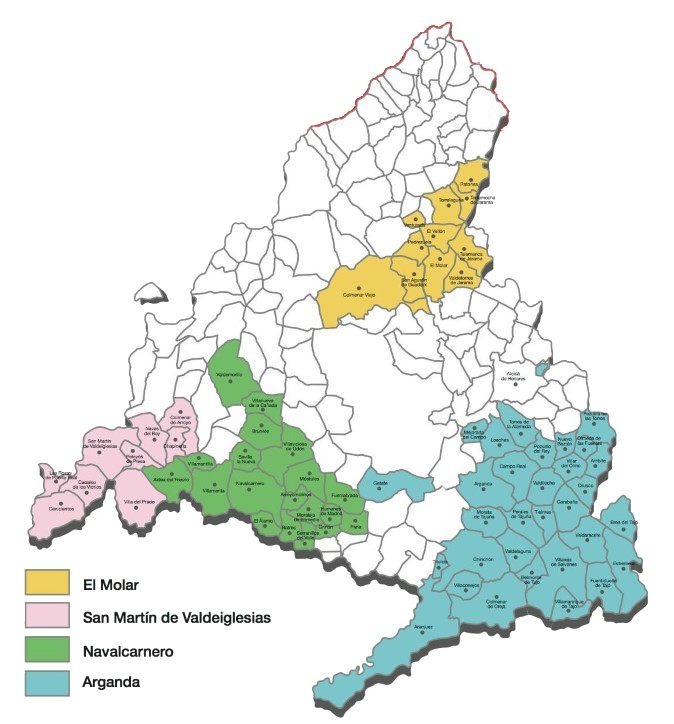
Madrid

- Vinos de Madrid DOP

### Castilië-La Mancha

Castilië-La Mancha

- Almansa DO
- Manchuela DO
- Ribera del Júcar DO
- Uclés DO
- Mondéjar DO
- La Mancha DO
- Valdepeñas DO
- Méntrida DO

### Valencia

Valencia

- Valencia DO
- Utiel-Requena DO
- Alicante DO

### Murcia

Murcia

- Yecla DO
- Bullas DO
- Jumilla DO

In het zuiden bevindt zich

### Andalusië
- Condado de Huelva DO

Andalusië

- Manzanilla-Sanlúcar de Barrameda DO
- Jerez-Xérès-Sherry DO
- Málaga DO & Sierras de Málaga DO
- Montilla-Moriles DO

Op de eilandgroepen

### Balearen

Balearen

- Binissalem DO
- Pla i Llevant DO

### Canarische Eilanden

Canarische eilanden

- La Palma DO
- El Hierro DO
- La Gomera DO
- Abona DO
- Tacoronte-Acentejo DO
- alle de Güímar DO
- Ycoden-Daute-Isora DO
- alle de La Orotava DO
- Gran Canaria DO
- Lanzarote DO

## Wijntermen en lagering
Op onder meer wijnetiketten wordt (wettelijke) informatie geplaatst over de eigenschappen van bepaalde wijn in een wijnfles. Sommige termen of Spaanse woorden worden alleen gebruikt in spreektaal.
Smaak
- abocado: zoet.
- dulce: zoet
- semiseco: halfdroog
- seco: droog
- brut: droog.

Kleur
- blanco: witte wijn
- rosado: roséwijn
- tinto: rood, rode wijn

Mousserend
- cava: mousserende wijn. 80% van de cava’s komt uit Catalonië.
- método tradicional: klassieke wijze van mousserende wijnbereiding.
- espumoso: Schuimwijn
- vino de aguja: bubbeltjeswijn
- vino gaseoso: wijn waaraan in later stadium koolzuur aan toegevoegd is.

Overigen
- aguardiente: distillaat of brandy, zoals aguardiente de orujo.
- bodega: wijnbedrijf.
- bodeguero: Eigenaar Bodega.
- cepa: druivensoort
- cosecha: jaargang
- generoso: versterkte aperitief- of dessertwijn
- vendimia: druivenoogst
- viña of viñedo: wijngaard
- vino corriente: alledaagse wijn
- vino comarcal: lokale wijn
- vino de pago: wijn van één wijngaard

### Lagering
Doorgaans zijn Spaanse wijnen die op de markt komen op dronk. Over de opvoeding en lagering van wijn bestaan meerdere termen. 
- barrica: vat of fust
- criado por … of elaborado por …: de wijn is opgevoed door …
- embotellado por …: de wijn is gebotteld door …

Voorts kent men in rijpingsgraad
- Crianza - Rode wijn met minstens 2 jaar kelderrijping waarvan 6 maanden op het vat. Witte wijn en roséwijn minstens 1 jaar kelderrijping waarvan 3 maanden op het vat
- Reserva - Rode wijn minstens 3 jaar kelderrijping waarvan 1 jaar op vat. Witte wijn en roséwijn minimaal 2 jaar kelderrijping waarvan 6 maanden op vat.
- Gran Reserva - Rode wijn minimaal 5 jaar kelderrijping waarvan 2 jaar op vat. Witte wijn en roséwijn minimaal 4 jaar kelderrijping waarvan 6 maanden op vat.
- Joven - Is een aanduiding voor een jonge wijn die minder dan 6 maanden heeft gerijpt op hout of rvs.

## Druivensoorten
In de Spaanse wijngaarden worden meer dan 250 druivensoorten verbouwd. Hiervan maakt men wijn met een grote verscheidenheid aan stijlen en kwaliteiten.
De meest bekende druivensoorten die er worden verbouwd zijn (jaar 2000):
| Druivensoort             | Kleur | Areaal in hectare | Opmerking                  |
| ------------------------ | ----- | ----------------- | -------------------------- |
| Airén                    | Wit   | 338635            | Het areaal neemt sterk af  |
| Tempranillo              | Rood  | 112950            | Het areaal neemt sterk toe |
| Bobal                    | Rood  | 92630             |                            |
| Grenache (Garnacha)      | Rood  | 86800             | Het areaal neemt sterk af  |
| Monastrell               | Rood  | 65100             |                            |
| Pardillo (Pardina)       | Wit   | 51572             |                            |
| Macabeo (Viura)          | Wit   | 32905             |                            |
| Palomino (Listán blanco) | Wit   | 29845             |                            |
| Mencía                   | Rood  | 11330             |                            |
| Pedro Ximénez            | Wit   | 11115             |                            |
| Cayetana Blanca          | Wit   | 10743             | Het areaal neemt sterk toe |
| Chelva                   | Wit   | 10711             |                            |
| Parellada                | Wit   | 10415             |                            |
| Mazuelo                  | Rood  | 9470              |                            |
| Xarel·lo                 | Wit   | 9227              |                            |